# Massime di Ptahhotep

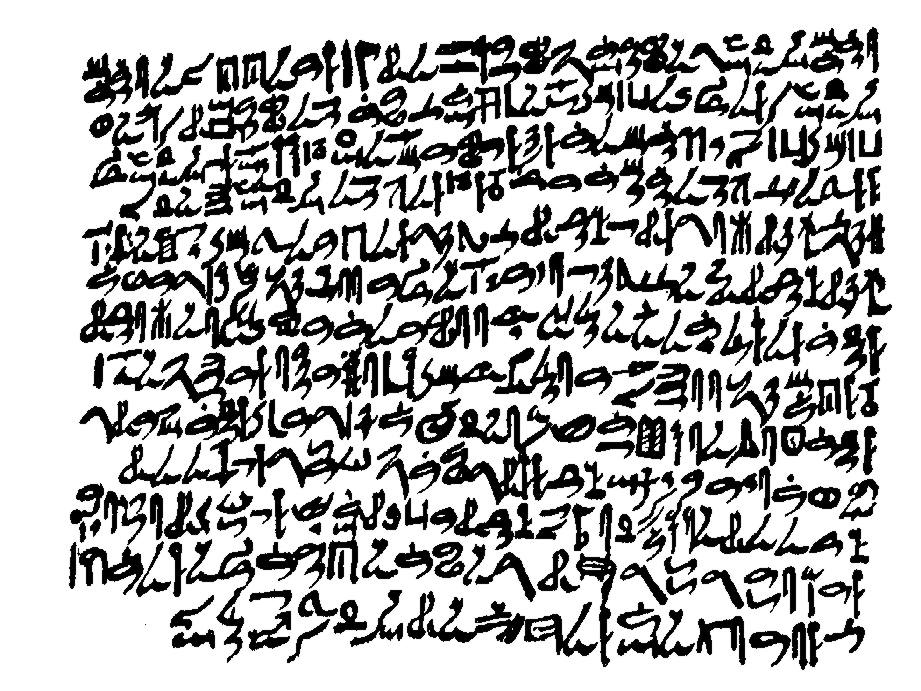
Particolare del Papiro Prisse contenente le Massime di Ptahhotep.

Le Massime di Ptahhotep o Istruzioni di Ptahhotep sono un antico testo letterario egizio attribuito a Ptahhotep, un visir di re Djedkara Isesi della V dinastia (ca. 3000-2500 a.C.). Si tratta di una raccolta di massime e consigli sulle relazioni umane, sul genere dei sebayt, diretti al proprio figlio. L'opera è giunta ai nostri giorni in diversi esemplari su papiro, compreso il Papiro Prisse che data dal Medio Regno ed è esposto nella Bibliothèque Nationale a Parigi. Esistono considerevoli differenze fra il contenuto del Papiro Prisse e due testi presenti al British Museum.
Nell'introduzione, l'autore spiega la ragione della scrittura delle istruzioni, e cioè l'aver raggiunto la vecchiaia e voler trasmettere la saggezza dei suoi antenati a mezzo delle sue parole, ascoltate dagli Dei. Le Massime sono precetti conformisti che decantano le virtù civili, come la verità, l'autocontrollo e la gentilezza verso i propri simili. Imparare ascoltando tutti e sapendo che la conoscenza umana non è mai perfetta sono i motivi conduttori. Evitare il conflitto aperto, ove possibile, non deve essere considerato debolezza. Dovrebbe essere perseguita la giustizia e, alla fine, saranno i comandamenti degli Dei a prevalere.
Alcune delle massime fanno riferimento al proprio comportamento, quando in presenza dei potenti, come scegliere il giusto padrone e come servirlo. Altri insegnano il modo corretto di procedere attraverso l'apertura e la gentilezza. L'avidità è la base di ogni male e deve essere evitata, mentre la generosità verso la famiglia e gli amici, è lodevole.
La scalata sociale deve essere accettata come dono degli Dei e può essere mantenuta accettando la precedenza dei propri superiori.

## Passaggi selezionati
Frasi prese da Christian Jacq, "The Living Wisdom of Ancient Egypt".
- "Grande è la legge. (Maat)." (p. 24)
- "Tutto dovrebbe essere condotto in modo rettilineo tale da potersi misurare con un filo a piombo." (p. 27)
- "L'ingiustizia esiste in abbondanza, ma il male non può mai avere la meglio nel lungo periodo." (p. 32)
- "Punire con principio, insegnare significativamente. L'atto di fermare il male porta alla creazione duratura della virtù." (p. 32)
- "La razza umana non compie nulla. È quello che Dio comanda che viene fatto." (p. 41)
- "Coloro che sono guidati da Dio non vanno sulla cattiva strada. Quelli ai quali Dio toglie la barca non possono attraversare." (p. 43)
- "Segui il tuo cuore per tutta la vita, non commettere eccessi rispetto a quanto è stato ordinato." (p. 66)
- "Se lavori duro, e se la crescita nei campi avviene come dovrebbe, è perché Dio ha posto abbondanza nelle tue mani." (p. 74)
- "Non fare pettegolezzi nel tuo vicinato, perché le persone rispettano il silenzio." (p. 74)
- "L'ascolto, beneficia l'ascoltatore." (p. 74)
- "Se colui che ascolta, ascolta completamente, comprende tutto." (p. 76)
- "Chi ascolta diventa il padrone di ciò che è redditizio." (p. 76)
- "Ascoltare è meglio di niente, così è nato l'amore perfetto." (p. 76)
- "Dio ama colui che ascolta e odia coloro che non ascoltano." (p. 76)
- "L'uomo ignorante che non ascolta, non apprende nulla. Egli equipara la conoscenza all'ignoranza, l'inutile al dannoso. Egli fa tutto ciò che è detestabile, così la gente si arrabbia con lui ogni giorno." (p. 77)
- "Una parola perfetta è nascosta più delle pietre preziose. Essa si trova nei pressi dei servi che lavorano al mulino di pietra." (p. 78)
- "Parla solo quando hai qualcosa da dire" (p. 79)
- "Quanto a voi, insegnate al vostro discepolo le parole della tradizione, in modo che possa fungere da modello per i figli dei potenti, che possono trovare in lui la comprensione e la giustizia di ogni cuore che parla a lui, dal momento che l'uomo non è nato saggio." (p. 85)
- "Una donna dal cuore felice porta equilibrio." (p. 107)
- "Ama tua moglie con passione." (p. 107)
- "A coloro che finiscono continuamente per farsi concupire dalle donne, nessuno dei loro piani avrà successo." (p. 108)
- "Meraviglioso il figlio che obbedisce a suo padre!" (p. 112)
- "Non biasimo quelli che sono senza figli, non li criticano per non averne, e non si vantano di averne." (p. 113)
- "Che il tuo cuore non sia mai inutile a causa di quello che sai. Prendi consiglio dall'ignorante così come dal saggio..." (p. 119)
- "Non porre fiducia nel tuo cuore unicamente all'accumulo di ricchezze, poiché tutto quello che hai è un dono di Dio." (p. 126)
- "Pensa di vivere in pace con quello che possiedi, e qualunque cosa gli Dei decidano di darti arriverà da sé." (p. 127)
- "Non ripetere una voce diffamatoria, non ascoltarla." (p. 139)
- "Chi ha un cuore grande ha un dono di Dio. Colui che obbedisce al suo stomaco obbedisce al nemico." (p. 140)
- "Coloro che sono guidati dagli Dei non possono perdersi. A coloro i quali essi vieteranno il passaggio non saranno in grado di attraversare il fiume della vita." (p. 143)